# Cantone di Beaumetz-lès-Loges
Il Cantone di Beaumetz-lès-Loges era una divisione amministrativa dell'arrondissement di Arras.
È stato soppresso a seguito della riforma complessiva dei cantoni del 2014, che è entrata in vigore con le elezioni dipartimentali del 2015.
Comprendeva i comuni di:
- Adinfer
- Agnez-lès-Duisans
- Bailleulmont
- Bailleulval
- Basseux
- Beaumetz-lès-Loges
- Berles-au-Bois
- Berneville
- Blairville
- Boiry-Sainte-Rictrude
- Boiry-Saint-Martin
- La Cauchie
- Ficheux
- Fosseux
- Gouves
- Gouy-en-Artois
- Habarcq
- Haute-Avesnes
- Hendecourt-lès-Ransart
- La Herlière
- Mercatel
- Monchiet
- Monchy-au-Bois
- Montenescourt
- Ransart
- Rivière
- Simencourt
- Wanquetin
- Warlus